# 瓮盤狸藻節
瓮盤狸藻節（学名：Utricularia sect. Calpidisca）为狸藻屬下的一節。该節的10個物种皆為小型的陸生食虫植物。其分佈於非洲，其中1個物种分佈延伸到墨西哥以及亞洲印度。1916年，約翰·亨德利·巴爾哈特（John Hendley Barnhart）将该组作为一个独立的属进行了最初的描述。經過小宮定志在其1973年的分類修订中将其降为狸藻屬（Utricularia）下的一组。彼得·泰勒在其1986年发表的狸藻屬分類學专著《狸藻属——分类学专著》中，將该组继续置於狸藻亞屬（Utricularia）下。更多現今的种系发生学資料和修訂使雙瓣狸藻亞屬恢復且讓本節置於它的範圍內。经过进一步的系统发生学数据的支持，在恢复雙瓣狸藻亞屬（Bivalvaria）的同时，也将瓮盤狸藻组置于其下。

## 物种
- 砂石狸藻 Utricularia arenaria
- 雙鱗片狸藻 Utricularia bisquamata
- 坚固狸藻 Utricularia firmula
- 青紫狸藻 Utricularia ivida
- 小萼狸藻 Utricularia microcalyx
- 牙萼狸藻 Utricularia odontosepala
- 五指狸藻 Utricularia pentadactyla
- 桑德森狸藻 Utricularia sandersonii
- 特鲁平狸藻 Utricularia troupinii
- 威爾維茨狸藻 Utricularia welwitschii